# Sven Peter Wikström
Sven Peter Wikström, född 29 maj 1898 i Gudmundrå församling, Västernorrlands län, död 13 februari 1986 i Kirsebergs församling, Malmö, var en svensk dekorationsmålare, målare och tecknare.  
Han var son till skräddarmästaren Per Wikström och Ida Skogman och från 1925 gift med Nan Engberg. Wikström utbildade sig som lärling till yrkesmålare 1912–1917 som följdes av studier i dekorationsmåleri vid Sundsvalls yrkesskola 1923–1924. Han studerade teckning för Nils Ekwall 1923–1924 och målning för Helmer Osslund 1929–1931 samt för Harald Isenstein i Köpenhamn 1945–1946 och genom självstudier under resor till Berlin, Italien och Paris. Separat ställde han bland annat ut i Sundsvall och tillsammans med Olle Idewall ställde han ut i Nyköping 1966. Han medverkade i ett flertal samlingsutställningar med provinsiell konst i Norrland. Hans konst består av stilleben, landskapsskildringar och porträtt.